# Club Universitario de Deportes

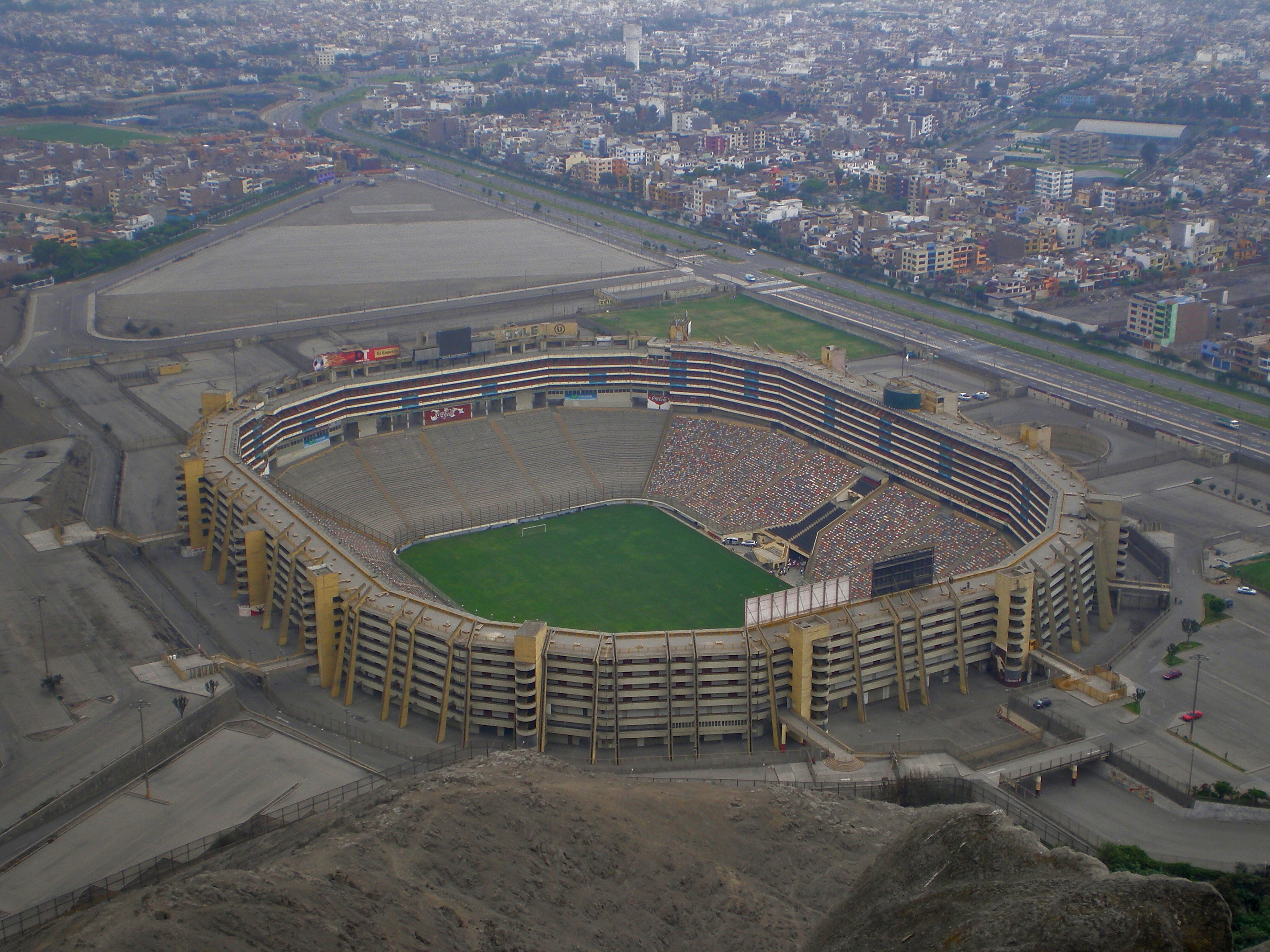
Estadio Monumental de la „U“

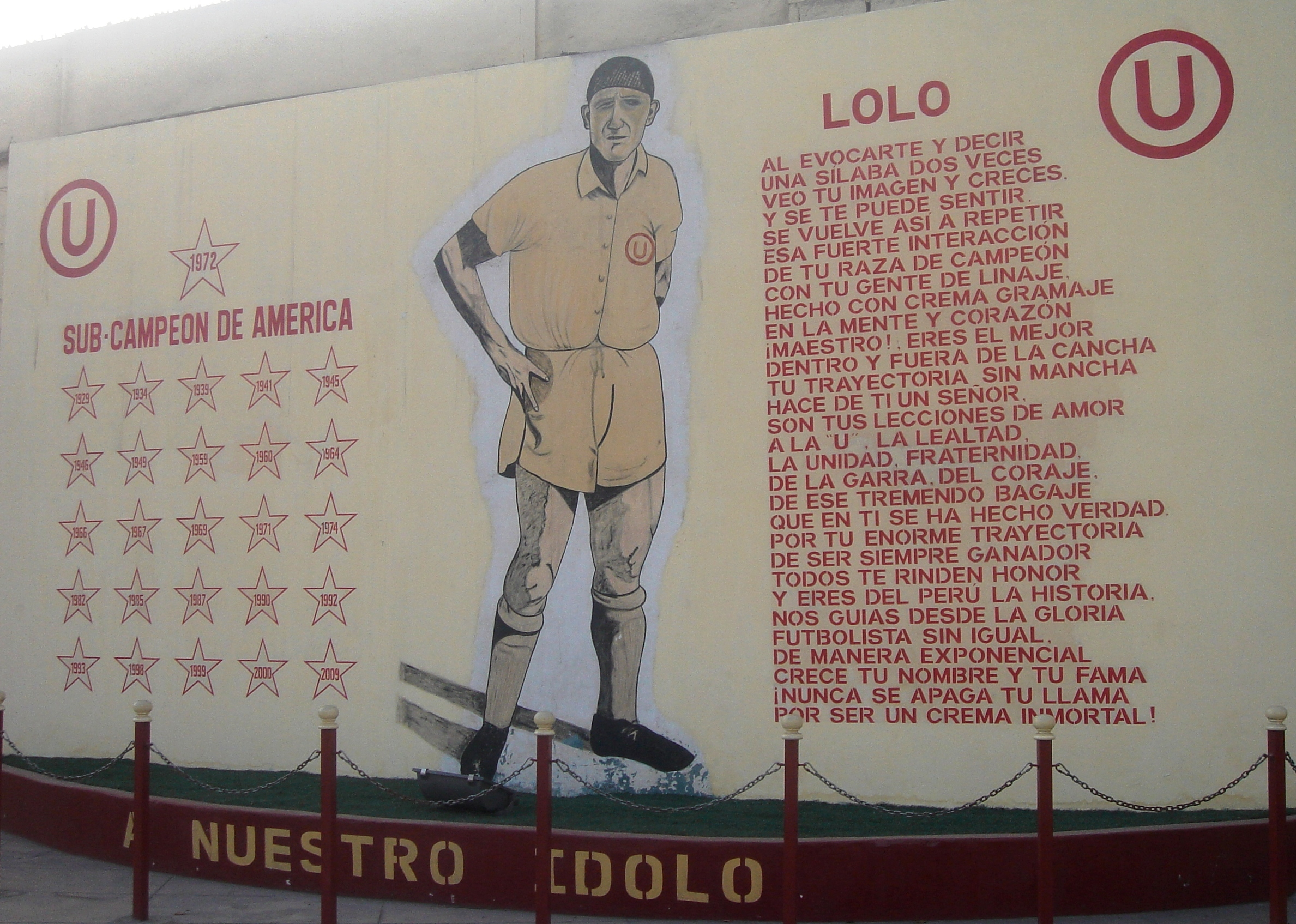
Úspěchy klubu na zdi stadionu

Club Universitario de Deportes je fotbalový klub z peruánského hlavního města Lima. Byl založen 7. srpna 1924 studenty Národní univerzity San Marcos jako Federación Universitaria, současný název nese od roku 1932.
Klubové barvy jsou bordó a bílá. Jednoduchý klubový emblém se skládá z kruhu, v němž je velké písmeno U.
Je nejúspěšnějším peruánským klubem, k roku 2014 získal 26 mistrovských titulů, o něco horší bilanci má další limský klub Alianza Lima, který je největším rivalem Universitario a jejich vzájemný zápas je ostře sledovaný jako El Clásico Peruano.
Od roku 2000 je lokálem na stadionu Monumental, jehož je majitelem. Toto místo má kapacitu pro 80 093 diváků, což z něj dělá největší fotbalový stadion v Jižní Americe a jeden z největších na světě. Jednou z hlavních charakteristik klubu je jeho multisportovní charakter. Kromě svého hlavního fotbalového oddílu má týmy v dalších sportovních disciplínách, jako jsou mimo jiné: basketbal, ženský fotbal, futsal, volejbal.

## Úspěchy
národní
- 26 × vítěz peruánské Primera División: 1929, 1934, 1939, 1941, 1945, 1946, 1949, 1959, 1960, 1964, 1966, 1967, 1969, 1971, 1974, 1982, 1985, 1987, 1990, 1992, 1993, 1998, 1999, 2000, 2009, 2013 [3]

mezinárodní
- 1 × finalista Poháru osvoboditelů: 1972[10]

## Známí hráči
- José Luis Carranza[11]